# Gogericht

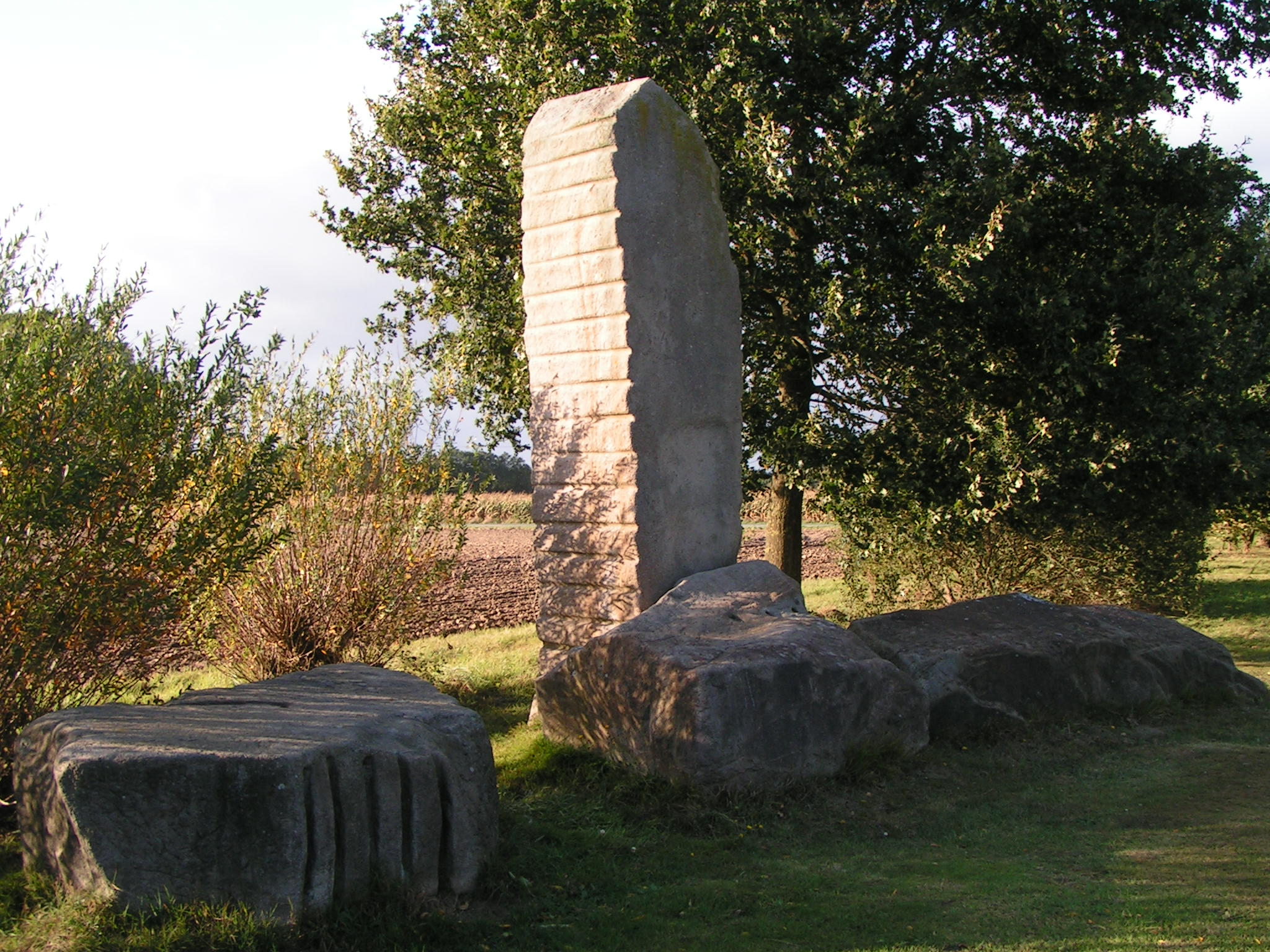
Rekonstruiertes Gogericht auf dem Desum, im Lerigau südlich der Gemeinde Emstek

Gogericht (auch Gohgericht oder Gowgericht) ist die Thingversammlung im vorkarolingischen Sachsen. Nachdem der Frankenkönig Karl der Große die Sachsen unterworfen hatte, setzte er innerhalb der vorhandenen Gaue Grafen als seine Stellvertreter ein. Dort übten sie unter anderem die hohe Gerichtsbarkeit aus. In diesem Fall spricht man von Gaugericht oder besser „Grafengericht“. Auf administrativer Ebene richteten die Franken unabhängig von den Gaugrenzen die sogenannten Goe ein, Bezirke, in denen die niedere Gerichtsbarkeit bei einem Gogericht lag. Während die Grafengerichte immer mehr an Bedeutung verloren, setzten sich die Gogerichte bis zum Beginn der Neuzeit als die wichtigsten Gerichte durch. Die Ähnlichkeit der Wörter „Gau“ und „Go“ führte immer wieder zur Verwechslung der Begriffe.
Für den nordelbischen Teil des sächsischen Siedlungsgebiets ist demgegenüber das Goding durchaus mit dem Gericht der jeweiligen Gaue zu identifizieren. Das niedersächsische bzw. westfälische Goding entsprach demnach etwa dem nordelbischen Lotding-Gericht. Das Wort godinc bezeichnete somit im sächsischen Gebiet nördlich und südlich der Elbe Gerichte verschiedenen Ranges.

## Frühmittelalterliche sächsische Gaugerichte

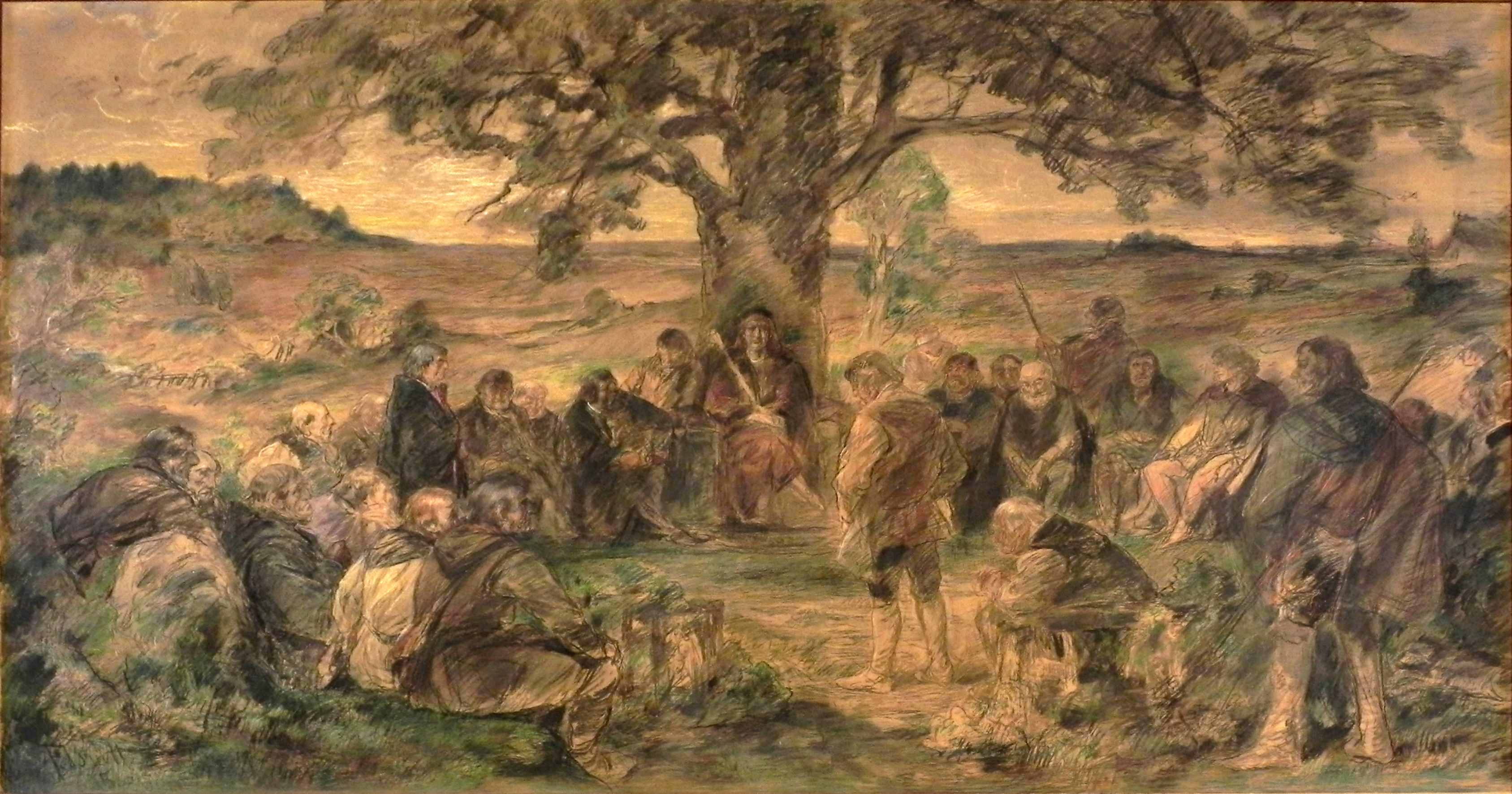
Ein Gogericht im Mittelalter unter einem Gerichtsbaum

In der vorfränkischen Zeit waren die Gaugerichte die Bezeichnung für die Thingversammlung der freien männlichen Einwohner auf der Ebene der Gaue (lateinisch pagus). Dort wurden unter anderem Rechtsangelegenheiten besprochen und entschieden. Die Versammlung konnte als oberstes Rechtsorgan auch über Leben und Tod entscheiden.
Das Gebiet Westfalens südlich der Lippe und westlich des ehemaligen Hochstift Paderborn war um 1000 in den Westfalengau (in den Quellen: pagus Westfalon), zuvor Brukterergau genannt und einen Gau Angrien (in den Quellen: 'pagus Angeron') unterteilt. Die Grenze verlief bei Werl entlang des Salzbachs etwa in nord-südlicher Richtung. Diese dürfen nicht mit den sächsischen Landesteilen Westfalen und Engern verwechselt werden, die mitunter auch als Gau bezeichnet werden.

## Fränkische Grafschaftsverfassung in Sachsen
In einer um das Jahr 795 entstandenen Sammlung von Rechtsbestimmungen für das eroberte Sachsen findet man einige wichtige Zeugnisse der fränkischen Gerichtsbarkeit. Danach machte der fränkische König in den Gauen Grafen zu seinen Stellvertretern. Ihre Aufgabe war unter anderem, Versammlungen und Gerichtstage abzuhalten. Gleichzeitig sollten weitere Bestimmungen die Herrschaft der Frankenkönige nach den langen und schweren Kämpfen sichern. So wurde zum einen die selbständige Einberufung der alten Thinge durch die Sachsen verboten. Sie durften fortan nur noch auf ausdrücklichen Königsbefehl zusammengerufen werden. Zum anderen sollten die Grafen Frieden untereinander halten; offenbar war dies nicht selbstverständlich. Fehden oder andere schwere Vergehen wurden mit einer Strafe von 60 Schillingen bedroht. Geringere nicht näher genannte Fälle wurden mit 15 Schillingen geahndet.
Waren die Grafen anfangs absetzbar und bekamen einen Teil der Gerichtseinkünfte als Bezahlung, so erhielten sie seit der Zeit Ludwigs des Frommen ab dem 9. Jahrhundert neben ihrem Amt ein Lehngut zum Lebensunterhalt. Schon bald darauf wurden Amt und Lehngut erblich. Durch die innere Schwächung des Frankenreichs im 9. Jahrhundert und mit Erstarkung der Stammesherzogtümer nach den Reichsteilungen verlor die Grafschaftsverfassung im Ostfränkischen Reich sehr bald ihre Funktion als Machtinstrument der Könige.
Die Grafschaften selbst wurden ab jetzt immer wieder geteilt. Auch das war eine Folge der Erblichkeit, die offenbar nach fränkischem Erbrecht zu möglichst gleichen Teilen erfolgte. So gab es innerhalb eines Gaues dann oft nicht mehr eine, sondern mehrere Grafschaften. Anfangs scheinen in einigen Fällen diese Grafschaften noch für einen zusammenhängenden Raum zuständig gewesen zu sein, der als Kleingau einen eigenen Namen erhielt. Später war mit zunehmender Zersplitterung ein sinnvoller räumlicher Zusammenhang nicht mehr erkennbar, so dass die Grafschaften jetzt nach ihren Inhabern genannt wurden. Eine derartige Grafschaft war beispielsweise die des Grafen Haold. Nach dessen Tod 1011 schenkte Kaiser Heinrich II. sie an den Bischof von Paderborn. Sie erstreckte sich über 16 verschiedene Kleingaue und Orte, in denen aber auch andere Grafen Rechte besaßen. Diese kleineren Grafschaften blieben oft auch dann noch bestehen, wenn sie wieder in der Hand eines Herrschers vereinigt wurden. Spätestens ab dieser Zeit scheint man daher zwischen Gerichtsinhaber und vorsitzendem Richter unterscheiden zu müssen. Die alten Gaue gerieten jedenfalls durch die geschilderte Entwicklung allmählich in Vergessenheit.
Verstärkt wurde die Schwächung der Grafschaften dadurch, dass nach und nach verschiedene Personengruppen aus der Grafengerichtsbarkeit herausfielen oder ausdrücklich anderen Gerichten unterstellt wurden. Hier sind als Beispiel Vogteien zu nennen, die durch einen Akt des Königs aus der Grafschaft heraus getrennt wurden. Gleichzeitig dazu versuchten verschiedene Grundherren, die zum Teil schon die Niedergerichtsbarkeit über ihre abhängigen Menschen innehatten, für diese auch noch die hohe Gerichtsbarkeit an sich zu ziehen. Auf diese Weise entstanden Patrimonialgerichte. Zudem scheinen die nach und nach gegründeten Städte nicht mehr den Grafengerichten unterworfen gewesen zu sein.
Aus den Überresten der fränkischen Gaugerichte in Westfalen bildeten sich die Freigerichte, die ab dem 13. Jahrhundert immer deutlicher in Erscheinung treten. Sie entwickelten sich zu Gerichten über die Freien. Das waren diejenigen, die nicht einem Grundherren unterworfen waren. Es gab sie lange Zeit vor allem in Westfalen und dort in größerer Zahl in den vergleichsweise unzugänglichen Gebieten des Rothaargebirges, in denen die Grundherrschaft sich nicht so recht entwickeln konnte. Diese Freigerichte gewannen dann vor allem im 15. Jahrhundert in Westfalen und darüber hinaus im ganzen Deutschen Reich als sogenannte Heimliche Gerichte oder Femegerichte zeitweise erheblichen Einfluss auf die Rechtsprechung.

## Gogerichte in Westfalen im Mittelalter und der frühen Neuzeit
Nach der Eroberung Sachsens führten die Franken die Goe als unterste Verwaltungsbezirke ein. Diese scheinen sich mit den Urpfarreien gedeckt zu haben. Sie dienten also anfangs wohl auch der Missionierung der bis dahin heidnischen Sachsen. Diese Bezirke stimmten aber nicht unbedingt mit den vorhandenen Gauen überein.
„Go“ bezeichnet zunächst einmal so viel wie kultiviertes, neu besiedeltes Land. Später wurde dieser Begriff auf die Gruppe der Menschen übertragen, die dieses Gebiet bewohnten. Daneben verband man damit die militärischen Aufgaben, die auf dem Bezirk hafteten. Dies wird noch deutlicher beim Begriff „Vest“, der uns mit der gleichen Bedeutung entgegentritt. Deutlich wird dies beim Vest Recklinghausen, das den Bezirk des Gogerichts zwischen Lippe und Emscher bezeichnet. „Landfeste“ wurden im kurkölnischen Sauerland die Versammlungen der Gogerichte genannt. Erwähnt ist das Gogericht Brilon. Ein weiterer gleichbedeutender Begriff ist die „Börde“, der uns vor allem in der „Soester Börde“ und in der Warburger Börde begegnet.
Die Richter der Gogerichte, die Gografen, wurden anfangs gewählt. Später trat an die Stelle der Wahl die Ernennung durch den Inhaber des Gogerichts. Im 14. Jahrhundert war die Wahl des Gografen nur noch eine Ausnahme und auf den Süden des Bistums Paderborn beispielsweise in der Warburger Börde beschränkt. Der Gograf war, wie in germanischer Rechtspraxis üblich, der Verhandlungsleiter bei einer Gerichtsverhandlung. Das Urteil fällte anfangs die gesamte Gerichtsgemeinde. Später übernahmen diese Aufgabe die Rechtsweiser, die in noch späterer Zeit Schöffen genannt wurden. Für die Vollstreckung des Urteils war dann wiederum der Richter verantwortlich. Diese Form der Rechtspflege hat sich heute noch im angelsächsischen Raum erhalten.
Dem Inhaber einer Gografschaft standen neben den Brüchten, den Strafgeldern, verschiedene Hafer- und Hühnerabgaben sowie Geldzahlungen zu. Diese Abgaben werden „Gohafer“, „Grevenkorn“ und „Gokorn“ sowie „Gopfennige“ genannt. Verschiedentlich erhielt der Gorichter selbst ein Drittel der Brüchten. In der Gografschaft Medebach musste beispielsweise von jedem Haus mit Schornstein vier Schillinge Buße gezahlt werden, wenn eine innerhalb eines Dorfes begangene Straftat nicht angezeigt wurde.
Ursprünglich besaßen die Gografen in juristischer Hinsicht nur niedergerichtliche Aufgaben und Rechte. Sofern jemand auf frischer Tat bei einem schweren Vergehen ertappt wurde, durften sie aber auch unmittelbar die Blutgerichtsbarkeit ausüben. Hierauf aufbauend konnten sie im Laufe der Zeit immer mehr hochgerichtliche Befugnisse an sich ziehen. Dies wurde immer dann umso leichter, wenn der Gerichtsherr eines Gografen gleichzeitig in derselben Gegend Inhaber eines Freigerichtes oder einer Vogtei war. Erstmals kann man diese Entwicklung um die Mitte des 13. Jahrhunderts beobachten. Um diese Zeit werden Gogerichte auch schon einmal „Hogericht“ genannt, welches die Funktion eines „Hochgerichts“ haben konnte und vielleicht den Zeitgenossen anhand des Namens nahegelegt werden sollte. Vielleicht handelte es sich aber zunächst um eine bloße Lautverschiebung. Es war jedenfalls ein eindeutiges Kennzeichen der Hochgerichtsbarkeit, wenn der Gorichter vom Herzog von Westfalen das Schwert verliehen bekam.
Die Entwicklung der Gogerichte zu Hochgerichten ist in vielen Fällen erst im 16. Jahrhundert abgeschlossen. Besonders in den südöstlichen Gebieten des Herzogtums Westfalen hatten die Gogerichte bis um 1500 fast nur niedergerichtliche Kompetenzen. Sicher nicht zufällig besaßen hier die Freigerichte eine starke Stellung. Ganz anders war dies in der Grafschaft Mark, wo die Landesherren schon früh Go- und Freigericht miteinander in ihrer Hand vereinigen konnten.
Auf den Gerichtstagen wurden neben strafrechtlichen Verfahren auch zivilrechtliche Belange behandelt. Es kam vor, dass einzelne Gogerichte Weistümer erließen beziehungsweise bisher mündlich überlieferte Rechtsbestimmungen schriftlich niederlegten. Daneben besaßen die Gografschaften auch militärische Aufgaben. So hatten die Gografen bei Bedrohung ihres Goes die waffenfähige Landbevölkerung aufzubieten, die auf den sogenannten Glockenschlag hin auf dem festgelegten Versammlungsplatz bewaffnet zu erscheinen hatte. Nicht zufällig hatten die Bürgermeister in den Städten das gleiche Recht und die gleiche Pflicht: durch Läuten der Ratsglocke konnten sie bei drohender Gefahr für die Stadt die wehrfähigen Bürger zusammenrufen.
Viele Städte wurden offenbar aus militärischen Erwägungen heraus nach und nach aus den Goen herausgetrennt. Hier zeigt sich eine Aufgabenteilung zwischen Stadtverteidigung und Schutz des Landbezirks. Bezüglich der gerichtlichen Funktionen konnte es zweckmäßig sein, Stadt und Land wieder zusammenzufassen. Im 15. Jahrhundert wurden deshalb Go- und Stadtgericht vielfach wieder zusammengelegt oder zumindest durch denselben Richter verwaltet. Dies gilt zum Beispiel für Brilon, Medebach, Attendorn und Werl.

## Die Gogerichte und die Landesherrschaft
Etwa ab 1300 beanspruchte der Erzbischof von Köln als Herzog von Westfalen die Einsetzung aller Gografen zwischen Rhein und Weser für sich. Vermutlich hatten die Erzbischöfe die Bedeutung der Gografschaften für den Ausbau ihrer Landesherrschaft erkannt. Teilweise gelang es dem Kölner Erzbischof, diesen Anspruch durchzusetzen, wie zum Beispiel gegen Ende des 14. Jahrhunderts im Bistum Paderborn. Hingegen setzte sich beispielsweise der Graf von Arnsberg Gottfried IV. im Jahr 1338 zur Wehr, indem er sich vom König mit drei seiner Gografschaften belehnen ließ, um sie so gegen den Erzbischof abzusichern. Mit ihrem Anspruch begnügten sich die Erzbischöfe aber nicht, sondern versuchten etwa zur gleichen Zeit, alle Gogerichte innerhalb ihres engeren Herrschaftsbereichs käuflich zu erwerben. Mit dem Kauf der Grafschaft Arnsberg gelangten auch die dort gelegenen Gografschaften in den Besitz der Kölner Erzbischöfe.
Die Grafen von der Mark, die lange Zeit bis etwa um 1250 enge Verbündete der Kölner Erzbischöfe gewesen waren, hatten mit deren Unterstützung schon früh die Hoheit über viele Gogerichte im westlichen Sauerland erringen können. Danach änderten sie ihre Bündnispolitik. Das Gogericht von Hagen konnte nach der Schlacht von Worringen 1288 dauerhaft erworben werden. Schwelm fiel im 14. Jahrhundert an die Grafschaft Mark. Vom Gogericht Menden waren die Gogerichte Wickede und Langschede abgespalten worden und ebenfalls unter märkische Herrschaft geraten. Vom Gogericht Attendorn wurde nach 1426 das Kirchspiel Plettenberg abgetrennt und der Grafschaft Mark zugeschlagen. So konnten die märkischen Grafen im Kampf gegen die Erzbischöfe die Grenze zum kölnischen Westfalen Zug um Zug immer weiter nach Osten verschieben. Ein Sonderfall war Valbert, wo zwar das Gogericht bis ins 16. Jahrhundert bei Attendorn blieb, der Graf von Mark aber das Freigericht besaß. Da beide Landesherren etwa gleich stark waren, kam es praktisch zu einer Teilung der Herrschaft in diesem Gebiet.
Die Stadt Soest hatte schon im 13. Jahrhundert Einfluss auf das Gogericht in der Stadt erlangt, welches dann im 14. Jahrhundert ganz in städtische Hand gelangte. Gleiches gilt mit einer gewissen Verzögerung auch für die umliegenden Gogerichte in der Soester Börde, deren Zahl zwischen vier und sieben schwankte. Diese Schwankung ergab sich aus Um- und Neubildung von Gografschaften, die aus militärischen Überlegungen heraus erfolgten. Mit dem Besitz der Gogerichte beanspruchte die Stadt spätestens seit der Mitte des 14. Jahrhunderts auch die eigenverantwortliche Befestigung der Börde mit Landwehren. Außerdem gelang es Soest, die hohe Gerichtsbarkeit in seinem Gebiet auszuüben und sogar die Herrschaft über darin liegende adlige Häuser auszudehnen. So konnte Soest schon vor dem Abfall von Kurköln eine fast uneingeschränkte Herrschaft über die Börde errichten. Der Streit entzündete sich demzufolge unter anderem an dem angeblich unrechtmäßigen Besitz der Stadt an den beiden Gogerichten „Am Hagedorn“ und „Am Birnbaum“ und an der Errichtung neuer Galgen als Ausdruck der Hochgerichtsbarkeit. Mit dem endgültigen Verlust der Gogerichtsbarkeit in und um Soest endete nach der Soester Fehde die kurkölnische Landeshoheit in diesem Gebiet. Von der Soester Börde blieb nur noch das Amt Oestinghausen mit der Burg Hovestadt bei Kurköln.

## Gogerichte in Nordelbien
Nach Laur bezeichnet das Goding im nordelbischen Raum des sächsischen Siedlungsgebiets die Gerichtsbarkeit der jeweiligen Gaue, (hier: die drei sächsischen Gauen (Alt-)Dithmarschen, (Alt-)Holstein und (Alt-)Stormarn). Das Gogericht oder Goding war somit in Nordalbingien tatsächlich auch das Gaugericht, wohingegen in Westfalen und Niedersachsen, wie oben dargelegt, das Goding für kleinere Bezirke zuständig war.
Die Gauen Stormarn, Holstein und vermutlich auch Dithmarschen waren jeweils in vier Gauviertel geteilt. Auf Ebene des jeweiligen Gauviertels, das einem Groß-  oder Ur-Kirchspiel entsprach, wurde jeweils im Lotding Recht gesprochen. Das nordelbische Goding stellte das Berufungsgerichts der mittleren Instanz dar, vor dem Urteile der Lotding-Unterinstanz angefochten werden konnten. Der Tagungsort des Godings, der Godingplatz, konnte variieren, wurde jedoch möglicherweise in der Nähe älterer (vorchristlicher) Kultstätten gewählt.
Der Vorsitzende des Gogerichts war der Overbode, der den ersten (Adels-)Familien des Landes entstammte. Vermutlich gab es neben dem Overbode (also oberer "Bode") auch die Amtsbezeichnung "Bode", mithin der Vorsitzende einer Teil-Gaugerichtsbarkeit (d. h. des Lotdings).
Für die Gauen  (Alt-)Dithmarschen, (Alt-)Holstein und (Alt-)Stormarn, kann folgendes zusammengestellt werden:
- Gaue Holstein: Sitz(e) des Gaugerichts in Lockstedt (12./13. Jh.), Kellinghusen (13. Jh.), später Jahrscher Balken; Vier Urkirchspiele (Gauviertel): Schenefeld, Kellinghusen, Jevenstedt, Nortorf; bekannte Overboden: Marcrad I. (belegt 1127–1170) und Marcrad II. (belegt 1170–1181/1182)
- Gaue Stormarn: Sitz des Gaugerichts möglicherweise in Mellingstedt; Vier Großkirchspiele (Gauviertel): Hamburg/Nienstedten, Rellingen/Eppendorf, Bergstedt/Sülfeld, Steinbek/Rahlstedt; Overbode: Otherus (1148)
- Gaue (Alt-)Dithmarschen: Sitz des Gaugerichts möglicherweise in Windbergen; vermutlich vier Urkirchspiele (Gauviertel): Tellingstedt, Weddingstedt, Meldorf und Süderhastedt.

## Gang der Forschung zu Entstehung und Entwicklung der Gau- und Gogerichte
Im späten 19. und frühen 20. Jahrhundert glaubte man, die Freigerichte seien aus den karolingischen Grafengerichten hervorgegangen, während die Gogerichte ihren Ursprung in den sächsischen Gaugerichten gehabt hätten. Darauf aufbauend gab es eine andere Theorie, die besagte, die fränkischen Eroberer hätten die Freigerichte ausschließlich für die in Sachsen auf bisher herrenlosem Land siedelnden Franken eingerichtet. Die Theorien hatten die Schwäche, dass sie nur einen eng begrenzten Raum betrachteten, etwa die Entwicklung in den Grenzgebieten zwischen den altsächsischen Gauen Westfalen und Engern. Albert K. Hömberg hingegen untersuchte flächendeckend für Westfalen die Entwicklung von Gogericht und Freigericht und konnte anhand jüngerer Überlieferungen ältere Zustände rekonstruieren.
Am Beispiel des durchaus untypischen Ittergaues und dort des Gogerichts Medebach soll veranschaulicht werden, wie sich ältere gräfliche Gerichtsherrschaft und Gogerichtsbarkeit im Laufe der Jahrhunderte entwickelten und überlagerten. Die genauen Grenzen dieses Gaues sind nicht beschrieben, sondern wie gesagt von Hömberg rekonstruiert worden. Ihm zufolge bestand die Grafschaft im Ittergau wahrscheinlich aus den beiden Goen Flechtdorf (Waldecker Upland, Raum Marsberg und Korbach) und Medebach. Dieser letztgenannte Go umfasste in etwa das spätere Amt. Im Jahr 1011 gelangte die Grafschaft an den Bischof von Paderborn, der sie als Lehen an die Erponen von Padberg vergab. Nach deren Aussterben errang vermutlich Graf Friedrich der Streitbare von Arnsberg den Besitz der Grafengewalt. Nach dessen Tod 1124 ging diese in die Hand der Grafen von Schwalenberg über, die die Vorfahren der Grafen von Waldeck waren. Diese wiederum begegnen uns im 14. Jahrhundert als Inhaber der mittlerweile auf fünf angewachsenen Freigrafschaften im Medebacher Bezirk: Zerfallprodukte der alten Grafschaft. Die Grafen von Waldeck hatten kein großes Interesse an diesen Freigrafschaften und verlehnten oder verpfändeten sie weiter an andere Herren, die meist zu schwach waren, um eine eigene Landesherrschaft aufzubauen.
Die erste urkundliche Erwähnung eines Gografen von Medebach erfolgte 1172. Dieser Verwalter der Gografschaft gehörte zu einer ministerialadligen Familie, die von ihrem Amt her den Namen Gogreve oder Gaugreben erhielt. Man beachte die Ähnlichkeit der Namen! Um 1300 kaufte der Marschall von Westfalen, Johann I. von Plettenberg, das Gogericht für die Kölner Kirche auf. Schon im 13. Jahrhundert waren die drei kurkölnischen Städte Medebach, Hallenberg und Winterberg aus der Gografschaft ausgeschieden. Das Gleiche gilt für die beiden Dörfer Deifeld und Niederschleidern, in denen die Edelherren von Deifeld ein Patrimonialgericht errichtet hatten und auch für die Verteidigung verantwortlich waren.
Die Kölner Erzbischöfe konnten in diesem Fall nicht so sehr durch das Gogericht die Landesherrschaft erringen. Dafür waren seine Befugnisse lange Zeit zu gering. Vielmehr erlangten die Erzbischöfe die Herrschaft als Herren der Städte, in die am Ende des Mittelalters der Großteil der Landbevölkerung zog. Dies bezeugt die überaus große Wüstungsbildung in dieser Gegend. Den Freigerichten kamen dadurch schlichtweg die Menschen abhanden, über die sie zu richten hatten, so dass diese Gerichte fast bedeutungslos wurden.